# Aeroportul Kailashahar
Aeroportul Kailashahar (IATA: IXH, ICAO: VEKR) este un aeroport din Tripura, India.
Situat la o altitudine de 24 m, aeroportul dispune de o singură pistă. Este operat de Airports Authority of India⁠(d).